# Jan Jaap de Ruiter
Dr. A.C.J. (Jan Jaap) de Ruiter (Dordrecht, 1959) is een Nederlands wetenschapper. Hij is als arabist werkzaam bij Tilburg University. De Ruiter bestudeert de status en rol van het Arabisch en de islam in West-Europa en Marokko. De Ruiter heeft diverse boeken op zijn naam staan. Zijn wetenschappelijke werken, veelal in het Frans, bespreken meertaligheid in Marokko en islamitische culturen in West-Europa. In 2012 bracht De Ruiter De Ideologie van de PVV : Het kwade goed en het goede kwaad uit, dat een serie opstellen bevat over de kenmerken van het gedachtegoed van de PVV.
De Ruiter treedt regelmatig op in de media om maatschappelijke onderwerpen met betrekking tot de islam te duiden. Stukken van zijn hand verschijnen regelmatig op internet en in kranten. Daarnaast vertaalt De Ruiter romans en poëzie van het Arabisch naar het Nederlands.